# Maurizio Gasparri
Maurizio Gasparri (ur. 18 lipca 1956 w Rzymie) – włoski polityk, były minister, wieloletni parlamentarzysta.

## Życiorys
Z wykształcenia zawodowy dziennikarz. Politycznie zaangażował się w działalność Włoskiego Ruchu Socjalnego. Był redaktorem partyjnego dziennika „Secolo d’Italia”.
W latach 1992–2008 zasiadał w Izbie Deputowanych XI, XII, XIII, XIV i XV kadencji. Pod koniec lat 80. został jednym z najbliższych współpracowników Gianfranca Finiego – jednym z trzech „pułkowników” (obok Altera Matteoliego i Ignazia La Russy), którzy wraz z liderem MSI doprowadzili do powołania nowej formacji, Sojuszu Narodowego.
W pierwszym rządzie Silvia Berlusconiego Maurizio Gasparri pełnił funkcję podsekretarza stanu w Ministerstwie Spraw Wewnętrznych. Po powrocie centroprawicy do władzy, w drugim gabinecie tego premiera objął tekę ministra łączności. Stanowisko to zajmował od 11 lipca 2001 do 23 kwietnia 2005.
W przedterminowych wyborach w 2008 z powodzeniem kandydował do Senatu XVI kadencji. W parlamencie został przewodniczącym senackiej frakcji Ludu Wolności. W tym samym roku kontrowersje wywołała jego wypowiedź dotycząca wyborów prezydenckich w USA w wywiadzie dla telewizji RAI, w której stwierdził, iż (...) może z Obamy w Białym Domu Al-Kaida będzie bardziej zadowolona. W 2009 zorganizował specjalny pokaz filmu Katyń w Rzymie z udziałem m.in. ministra kultury Sandra Bondiego.
W 2013 uzyskał reelekcję do Senatu XVII kadencji. Dołączył do reaktywowanej partii Forza Italia. W 2018 i 2022 utrzymywał mandat senatora na XVIII i XIX kadencję.